# George James Symons
George James Symons, född 6 augusti 1838 i Pimlico vid London, död 10 mars 1900 i London, var en engelsk meteorolog.
Symons var 1860–1863 anställd under Robert FitzRoy vid meteorologiska avdelningen av Board of Trade (handelsministeriet).  Symons är främst känd för sitt omfattande arbete om nederbörden i Storbritannien och Irland, British Rainfall (1860–1899). Han organiserade meteorologiska undersökningar med frivilliga observatörer samt ansågs som auktoritet i frågor rörande åska och inom meteorologins historia. Hans meteorologiska bibliotek övergick vid hans död till Meteorological Society, där han var medlem sedan 1856, sekreterare sedan 1873 och president 1880. Han var även ledamot av Royal Society (från 1878).